# Claude-Louis de Chartongne
Claude Louis de Chartongne, né à Aubreville (Meuse) le 4 janvier 1742, mort le 4 mars 1819 à Verdun (Meuse), est un général de brigade de la Révolution française.

## Biographie
Il entre en service le 4 juin 1759, comme cadet dans le régiment de Chartres-infanterie, et le 23 mars 1792, nous le retrouvons chef de brigade au 61e régiment d'infanterie de ligne.
Il est promu général de brigade le 30 mai 1793 à l'armée d'Italie, et il est suspendu de ses fonctions le 26 février 1794. Il est autorisé à prendre sa retraite le 19 juin 1795.
Il meurt le 4 mars 1819, à Verdun.

## Grades
- En 1788, il est major
- En 1791, il passe lieutenant colonel
- En 1792, il est colonel au 61e régiment d'infanterie de ligne
- En 1793, le 30 mai il devient général de brigade

## Titres et décorations
- Chevalier de l’Ordre royal et militaire de Saint-Louis

## Sources
- Docteur Robinet, Jean-François Eugène et J. Le Chapelain, Dictionnaire historique et biographique de la révolution et de l'empire, 1789-1815, volume 1, Librairie Historique de la révolution et de l’empire, 900 p. (lire en ligne), p. 383.